# 2MASS J12043036+3212595
2MASS J12043036+3212595 ist ein etwa 65 Lichtjahre von der Erde entfernter Brauner Zwerg im Sternbild Großer Wagen. Er wurde 2003 von Kelle L. Cruz et al. entdeckt.
Er gehört der Spektralklasse L0 an. Seine Position verschiebt sich aufgrund seiner Eigenbewegung jährlich um 0,09309 Bogensekunden.